# Omphalea trichotoma
Omphalea trichotoma är en törelväxtart som beskrevs av Johannes Müller Argoviensis. Omphalea trichotoma ingår i släktet Omphalea och familjen törelväxter.
Artens utbredningsområde är Kuba. Inga underarter finns listade i Catalogue of Life.